# Bogarukoppa, Tirthahalli
Bogarukoppa là một làng thuộc tehsil Tirthahalli, huyện Shimoga, bang Karnataka, Ấn Độ.